# Tormentor
Tormentor – węgierska grupa muzyczna wykonująca black metal. Zespół powstał w 1986 roku w Budapeszcie.

## Muzycy
| Obecny skład zespołu - Attila Csihar - wokal, gitara - Machat St. Zsoltar - perkusja - Mugambi Zoldun Bwana - gitara - Zeno Galoca - gitara basowa |  | Byli członkowie zespołu - Szigeti Attila - gitara - Farkas György - gitara basowa - Dubecz Marton - perkusja - Budai Tamas - gitara |

## Dyskografia
- 7th Day Of Doom (Demo, 1988)
- Anno Domini (Album, 1988)
- Live In Hell (Live, 1999)
- Live in Damnation (EP, 2000)
- The Sick Years (Live, 2000)
- Recipe Ferrum (Album, 2001)
- Anno Domini remastered (Album, 2005)